# 大家志津香
大家志津香（日语：大家 志津香，1991年12月28日—）是日本偶像藝人，為前女子偶像團體AKB48 Team B成員，福岡縣宗像郡津屋崎町（現福津市）出身，所屬經紀公司為渡边娱乐。丈夫為舞台劇演員岩田玲。

## 經歷
2007年5月27日，参加AKB48的4期研究生選秀會並合格。在2009年8月23日於日本武道館舉行的「AKB104選拔成員組閣祭」公演中宣布，大家將于同年12月起升格至Team A。2010年7月27日，正式升格爲Team A成員。至此，她成爲除了畢業、移籍、辭退者以外4期研究生中最後的升格者，也是唯一沒有出演向日葵組公演而升格的4期研究生。另外，自劇場出道後歷經872天升格（超過石田晴香的804天），創下AKB48史上最晚升格記錄，此記錄後來在2020年12月8日被16期的本間麻衣（1461天）超越。2011年6月9日，AKB48第22張單曲選拔總選舉第29位；2012年6月6日，AKB48第27張單曲選拔總選舉第59位。
2014年2月24日，於「AKB48集團大組閣祭」中宣布留任Team B，並且擔任Team B副隊長。
2015年3月26日，於「AKB48集團大組閣祭」中宣佈轉隊至Team A。
2016年3月21日，宣佈成爲AKB48第44張單曲的選拔成員。

## 人物
- 合格當時爲福岡縣立水産高等學校潛水部所屬，擁有潛水C照。現役調理師專門學校學生[2]。父親爲料理人，受其影響，在參加《AKBINGO!》的料理企劃時，在衆多不擅長料理的成員中，以單手打蛋而有突出的表現。
- 曾經的自介詞是「有元氣的話什麽都能做到。上啊！1 2 3 志醬!」；現在的自介詞是「絕不說做不到。我是來自福岡縣 Team A的大家志津香」。
- 跟5期生的內田真由美生日只差一天。親自公開有2個摯友，都是在居住地區認識的。與北原里英（愛知縣出身）、指原莉乃（大分縣出身）、原研究生的富田麻友（香川縣出身）、現SKE48中西優香（愛知縣出身）共同生活了約1個半月，特別是與北原作過約2年的室友。另外，5人被合稱爲「地方組」[3]。
- 能以頭部頂地倒立[4]。
- 學過6年的電子琴[5]。
- 大家志津香還在母親肚子裡時，就上過知名綜藝節目《笑笑也可以》[6]。
- 剛加入時因爲舞蹈動作太過遲鈍，而被取了「遲鈍大家」的外號。另外在A6公演練習中，被同組的松原夏海取了「滑稽舞大家」的外號[5]。
- 2010年参加AKB48神TV节目的企划取得了“小型船舶免许可证（二级）”，为AKB48成员中第一位拥有船舶驾驶（限定）资格者，并在节目中完成首次航行。

## 參與演唱的AKB48歌曲

### 單曲CD
|      | 發行日期       | 單曲名稱           | 參與歌曲名稱            | 名義                         | 備註                 |
| ---- | -------------- | ------------------ | ----------------------- | ---------------------------- | -------------------- |
| 10th | 2008年10月22日 | 大声钻石           | 大声钻石（研究生 ver.） | 研究生                       |                      |
| 14th | 2009年10月21日 | RIVER              | 飞机云                  | Theater Girls                |                      |
| 16th | 2010年5月26日  | 馬尾與髮圈         | 我的YELL                | Theater Girls                |                      |
| 18th | 2010年10月27日 | Beginner           | 哭泣的场所              | DIVA                         |                      |
| 19th | 2010年12月8日  | 機會的順序         | 与核桃对话              | Team A                       |                      |
| 20th | 2011年2月16日  | 變成櫻花樹         | K区域                   | DIVA                         |                      |
| 21st | 2011年5月25日  | Everyday、髮箍     | 人的力量                | Under Girls                  |                      |
| 22nd | 2011年8月24日  | 飛翔入手           | 不能拥抱你              | Under Girls                  |                      |
| 23rd | 2011年10月26日 | 風正在吹           | Vamos                   | Under Girls 蔷薇组           |                      |
| 24th | 2011年12月7日  | 崇尚麻里子         | 崇尚麻里子              |                              | A面曲 首次进入选拔   |
| 24th | 2011年12月7日  | 崇尚麻里子         | 邻人不受伤              | Team A                       |                      |
| 25th | 2012年2月15日  | GIVE ME FIVE!      | 如果是榮格或佛洛伊德    | Special Girls C              |                      |
| 26th | 2012年5月23日  | 仲夏的Sounds good! | 3滴眼泪                 | Special Girls                |                      |
| 27th | 2012年8月29日  | 格子花紋           | Show fight!             | Future Girls                 |                      |
| 28th | 2012年10月31日 | UZA                | 不是正義使者的英雄      | Team B                       |                      |
| 29th | 2012年12月5日  | 永遠的壓力         | 比永远更长久            | OKL48                        |                      |
| 29th | 2012年12月5日  | 我們的Reason       |                         |                              |                      |
| 30th | 2013年2月20日  | So long!           | 在哪裡踩到狗屎了嗎？    | Team B                       |                      |
| 31st | 2013年5月22日  | 再見自由式         | 浪漫手槍                | Team B                       |                      |
| 33rd | 2013年10月30日 | 真心電流           | Tiny T-shirt            | Team B                       |                      |
| 34th | 2013年12月11日 | 倘若在梧桐树什么的 | 倘若在梧桐树什么的      |                              | A面曲                |
| 35th | 2014年2月26日  | 勇往直前           | KONJO                   | Talking Chimpanzees          |                      |
| 36th | 2014年5月21日  | 拉布拉多獵犬       | B花园                   | Team B                       |                      |
| 38th | 2014年11月26日 | 希望無限           | 我想歌唱                | 嘉德麗亞蘭組                 |                      |
| 38th | 2014年11月26日 | 希望無限           | 寂寞俱乐部              | Team B                       |                      |
| 38th | 2014年11月26日 | 希望無限           | Reborn                  | Team Surprise                |                      |
| 42nd | 2015年12月9日  | 紅唇Be My Baby     | 温柔的place             | Team A                       |                      |
| 43rd | 2016年3月9日   | 你就是旋律         | 献给M.T.                | Team A                       |                      |
| 44th | 2016年6月1日   | 不需要翅膀         | 不需要翅膀              |                              | A面曲                |
| 44th | 2016年6月1日   | 不需要翅膀         | Set me free             | Team A                       |                      |
| 47th | 2017年3月15日  | Shoot Sign         | Shoot Sign              |                              | A面曲                |
| 48th | 2017年5月31日  | 空有願望           | 空有願望                |                              | A面曲                |
| 52nd | 2018年5月30日  | Teacher Teacher    | 新的鐘聲                | Team B                       |                      |
| 53rd | 2018年9月19日  | 感傷列車           | 浪花的訊息              | 第10屆世界選拔總選舉紀念小組 |                      |
| 54th | 2018年11月28日 | NO WAY MAN         | 想放空池水              | 池之水                       | Center               |
| 58th | 2021年9月29日  | 一切都成Rumor      | Black Jaguar            | First Generatiom             | 與宮崎美穗同為Center |

### 專輯CD
|     | 發行日期       | 專輯名稱                     | 參與歌曲名稱      | 名義                    | 備註 |
| --- | -------------- | ---------------------------- | ----------------- | ----------------------- | ---- |
| 2nd | 2010年4月7日   | 神曲集                       | 你與彩虹與太陽    |                         |      |
| 3rd | 2011年6月8日   | 就是在這裡                   | Overtake          | Team A                  |      |
| 3rd | 2011年6月8日   | 就是在這裡                   | 就是在這裡        | AKB48+SKE48+SDN48+NMB48 |      |
| 4th | 2012年8月15日  | 1830m                        | Hate              | Team A                  |      |
| 4th | 2012年8月15日  | 1830m                        | 藍天 不會寂寞嗎？ | AKB48+SKE48+NMB48+HKT48 |      |
| 5th | 2014年1月22日  | 未來軌跡                     | 悲伤的近距离恋爱  | Team B                  |      |
| 6th | 2015年1月21日  | 這裡是羅德斯島、在這裡跳吧！ | To go             | Team B                  |      |
| 7th | 2015年11月18日 | 0與1之間                     | Clap              | Team A                  |      |

### 參加過的組合曲
teamB 3rd Stage「睡衣兜风」
1. 純情主義（伴舞）

※米澤瑠美的代演
AKB48 teamA 4th Stage「正在恋爱中」复活公演
1. 歸鄉

※中西里菜的代演
teamK 4th Stage「最终钟声鸣响」
1. 對不起 我的寶石（伴舞）

※佐藤夏希的代演
AKB48 研究生公演「正在恋爱中」
1. 歸鄉

teamA 5th Stage「恋愛禁止条例」
1. 暴風驟雨之間（伴舞）
2. 盛夏的聖誕玫瑰（伴舞）

teamB 4th Stage「偶像的黎明」
1. 單戀對角線（伴舞）
2. 天國小子（伴舞）

※浦野一美的代演
AKB48 team研究生 Stage「偶像的黎明」公演
1. 天國小子

teamK 5th Stage「引体后空翻」
1. 愛之色

※增田有華的代演
AKB48 in 剧场G-Rosso 「不要让梦想死去」公演
1. Confession

※秋元才加、中田千智的替補
teamK 6th Stage「RESET」
※秋元才加的代演
teamA 6th Stage「目击者」
1. 仙人掌與淘金熱

## 出演

### 電視節目
- AKBINGO!（2009年5月27日 - 不定期出演、日本电视台）
- 週刊AKB（2009年7月24日 - 不定期出演、東京電視台）
  - 2010年11月5日是「緊急特別放送 大家志津香的苦惱」，同19日是「大家志津香 握手会增員大作戰」，2011年1月14日是「大家志津香 握手会增員大作戰〜完結編〜」的特集
- すイエんサー（2009年10月13日、NHK教育）
- 假面騎士電王Episode Red- Zeronos的星際閃耀（2010年5月22日、朝日電視台）
- AKB48神TV
  - Season5（2010年11月21日・28日） - 「AKB48處女航海」大家的2級小型船舶操縱士免許取得企劃
  - Season6（2011年5月1日・8日・6月26日・7月3日）
  - Season9（2012年3月4日・11日） - 超越矢作的蘭蘭高爾夫〜發球競賽篇〜
- AKB和××!（2010年11月25日・2011年2月24日－、讀賣電視台） - 2011年4月以後是「××選抜」成員出演
- AKB-級グルメスタジアム（2011年1月23日、食と旅のフーディーズTV）
- 微妙〜 （2011年10月20日－（除外11月10日）、ひかりTV）
- （2012年1月11日－、朝日電視台）

### 電視劇
- 马路须加学园 第4話・最終話（2010年1月29日・3月26日、東京電視台） - 飾演 ミキ
- 來自櫻花的信 ～AKB48 各自的畢業故事～（2011年2月26日 - 3月6日，日本電視台） - 飾演 大家志津香
- 马路须加学园2 最終話（2011年7月1日、東京電視台） - 飾演 シズカ

### 廣播節目
- ON8（2009年10月19日、ベイエフエム）
- AKB48のオールナイトニッポン（2010年5月21日?8月20日、日本放送）
- AKB48 明日までもうちょっと。（2010年5月24日、文化放送）
- AKB48の全力で聴かなきゃダメじゃん!!（2010年7月7日 - 、スターデジオ）

### 雜誌
- ヤングチャンピオン（2016年No.4）

## 脚注
1. ↑  . AKB48官方網站. 2014-02-24  [2014-02-26]. （原始内容存档于2014-02-27） （日语）.
2. ↑  來自于2010年5月21日播出的《AKB48的All Night Nippon（日语：AKB48のオールナイトニッポン）》節目
3. ↑  來自于2010年7月26日 日本電視台『AKB600sec.北原里英』。
4. ↑  來自于2010年1月9日播出的Mechaike（日语：めちゃ×2イケてるッ!）（2010年1月9日）」節目;並于AKBINGO!節目中披露過
5. 1 2  來自于TeamA 6th Stage「目擊者」公演（初日2010年7月2日）
6. ↑  2010年8月21日播出的《AKB48的All Night Nippon（日语：AKB48のオールナイトニッポン）》中揭露了這一事。
7. ↑  . Natalie. 2011-03-05  [2012-05-10]. （原始内容存档于2012-08-13） （日语）.

## 外部連結
- AKB48官網個人介紹頁 （页面存档备份，存于）（日語）
- （日語）大家志津香官方部落格 （页面存档备份，存于）（2011年3月17日 至今）
- （日語）大家志津香部落格（2010年5月28日 - 2011年3月17日）
- （日語）大家志津香個人主頁 （页面存档备份，存于）
- 大家志津香的X（前Twitter）（日語）